# Teoria de la dissociació electrolítica

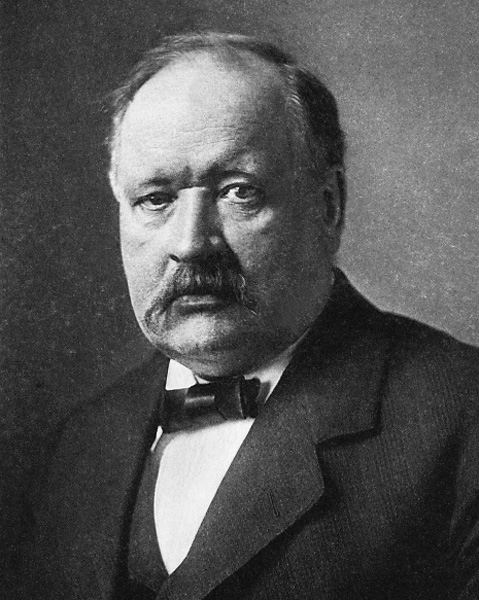
Svante August Arrhenius

Les anomalies que tenien les propietats col·ligatives dels electròlits i la conductivitat elèctrica que presentaven les seves dissolucions varen dur al químic suec Svante August Arrhenius a proposar una teoria de la dissociació electrolítica el 1884 a la seva tesi doctoral i després en un article el 1887 que indicava que els electròlits, en dissolució aquosa o fusos, es dissocien parcialment en ions carregats elèctricament.
La teoria de la dissociació electrolítica es basa en els següents punts:
1. Els electròlits, en dissolució o fusos, es dissocien parcialment en ions carregats elèctricament, de manera que la càrrega total sobre els ions positius és igual a la càrrega total sobre els ions negatius; la dissolució en el seu conjunt és neutra.
2. Els ions són els àtoms o grups d'àtoms que formen els radicals dels electròlits, els quals resten immodificats en les substàncies químicament anàlogues (grup SO₄ en els sulfats, grup NO₃ en els nitrats, etc.) La càrrega de l'ió és igual a la seva valència i és negativa (anions) pels no metalls i radicals no metàl·lics i és positiva (cations) pels metalls.
3. Els ions actuen independentment uns dels altres i de les molècules no dissociades i constitueixen partícules distintes amb propietats físiques i químiques característiques.
4. La dissociació d'un electròlit és un procés reversible, ja que els ions originats poden unir-se per formar de nou les molècules del corresponent compost. L'equilibri entre les molècules no dissociades i els ions es desplaça en diluir la dissolució en el sentit d'augmentar la proporció dels ions, ja que aquests estaran més separats i serà més difícil que puguin unir-se per formar novament les molècules; únicament a dilució infinita estaria l'electròlit totalment dissociat.

La teoria d'Arrhenius suposa que els ions es comporten independentment com si fossin partícules neutres i, per això, a partir de qualsevol propietat col·ligativa, que és funció del nombre total de partícules, es podria calcular el grau de dissociació de l'electròlit dissolt. De la mateixa manera, si els ions tenen una velocitat característica independent de la concentració, la conductivitat molar dependrà només del nombre d'ions i a partir d'ella podrà calcular-se també el corresponent grau de dissociació. La realitat és una altra, els ions exerceixen intenses forces electroestàtiques no només estre ells sinó també amb les molècules del dissolvent, i això fa que no es compleixen les condicions suposades a la teoria d'Arrhenius.

Catió sodi, Na^{+} solvatat amb molècules d'aigua polars

En dissoldre un electròlit en qualsevol dissolvent, les seves molècules xoquen contra el compost i arrabassen ions del reticle cristal·lí, els quals queden enllaçats d'una manera més o menys intensa a les molècules del dissolvent, de caràcter polar o polaritzades, pel camp elèctric exercit per l'ió. Els ions, així solvatats (envoltats per molècules del dissolvent), s'atreuen amb una força menor que en el cristall que depèn de la constant dielèctrica del dissolvent.
Les forces interiòniques tendeixen a ordenar els ions en la dissolució de manera anàloga a com hi estan en el cristall però l'agitació tèrmica pertorba extensament aquesta ordenació i dona lloc a una distribució còtica. La dèbil ordenació que resulta determina que cada ió es troba envoltat d'una atmosfera iònica de signe oposat, això és, en un element de volum a una certa distància d'un ió central, per exemple, positiu, existeix per terme mitjà més càrrega negativa que positiva i aquesta densitat de càrrega i el potencial corresponent van disminuint en allunyar-se aquell element de volum de l'ió central. Per donar solució a aquests problemes de la teoria d'Arrhenius els químics Peter Debye i Erich Hückel proposaren una nova teoria.

## Proves a partir de les propietats col·ligatives
Les anomalies descobertes per Jacobus Henricus van 't Hoff, que eren excepcionalment elevades en el cas de molts d'electròlits, el conduïren a introduir l'anomenat factor de van't Hoff, un factor empíric simbolitzat per i, i definit com el quocient entre el valor experimental de la propietat col·ligativa mitjana i el valor teòric que es dedueix amb les equacions de Raoult.
D'aquesta manera la nova equació pel descens crioscòpic, per exemple, prengué la forma:
A la taula adjunta s'observen valors de i per a alguns electròlits en dissolució aquosa obtinguts mitjançant mesures crioscòpiques. Pot observar-se com els valors de i augmenten en augmentar la dilució i tendeixen a valors sencers (2, 3, 4,..) quan les dissolucions són molt diluïdes, són els valors límit de i. En els electròlits febles, com ara l'àcid acètic, donen dissolucions poc conductores del corrent elèctric i aquesta tendència només es manifesta a molt alta dilució.
Per explicar aquests valors de i Arrhenius emprà la seva teoria de la dissociació electrolítica, segons la qual les molècules dels electròlits es dissocien en major o menor extensió en ions carregats elèctricament, capaços de transportar el corrent elèctric, i existint un equilibri entre les molècules no dissociades i els ions. Per tant, en dissolució hi ha més partícules que les que s'han dissolt, ja que aquestes es rompen, es dissocien, en parts més petites. El descens crioscòpic, com les altres propietats col·ligatives, depèn del nombre total de partícules en dissolució, de manera que en una dissolució d'electròlits tendrem més partícules que les dissoltes, les quals s'han de tenir en compte per a calcular la molalitat total. Per exemple podem suposar un electròlit binari del tipus Mν+Xν-, que assoleix l'equilibri de dissociació en aigua segons la següent equació:
Si es dissolen n mols de l'electròlit, a l'estat d'equilibri hi haurà els següents mols:
on α és el grau de dissociació, o fracció dissociada de l'electròlit.
El factor i de van't Hoff també és el quocient entre el nombre total de partícules que existeixen en la dissolució i el nombre de mols n de solut (com si no estigués dissociat), és a dir:
que correspon al cas d'un electròlit feble, que està parcialment dissociat.
Per a un electròlit fort totalment dissociat 110%, i l'equació anterior es redueix a:
Per tant, en els electròlits forts el valor límit del factor i de van't Hoff és igual al nombre d'ions formats; així: un mol de HCl o de NaCl es converteixen en 2 mols en dissociar-se, un de Cl- i un altre de H+ o de Na+, respectivament; un mol de K₂SO₄, en 3 mols, un de SO₄2- i 2 de K+; un mol de AlCl₃, en 4 mols, tres de Cl- i un de Al3+.
En general, els factors i de van't Hoff augmenten en disminuir la concentració de l'electròlit i s'aproximen al valor límit de la dilució infinita.
Els valors del grau de dissociació, α, obtinguts mitjançant aquestes consideracions són acceptables a altes dilucions, però a concentracions elevades apareixen amb freqüència valors molt distints dels esperats, o valors completament absurds (majors que u, com el de l'HCl; o negatius, com el del CH₃COOH, que figuren a la taula anterior). Tampoc el factor i de van't Hoff no assoleix el valor del nombre sencer fins a altes dilucions pels electròlits forts. Aquestes divergències són degudes a interaccions entre els ions, interaccions ió-dissolvent i a associacions d'ions per a formar molècules neutres.